# Bergsätra

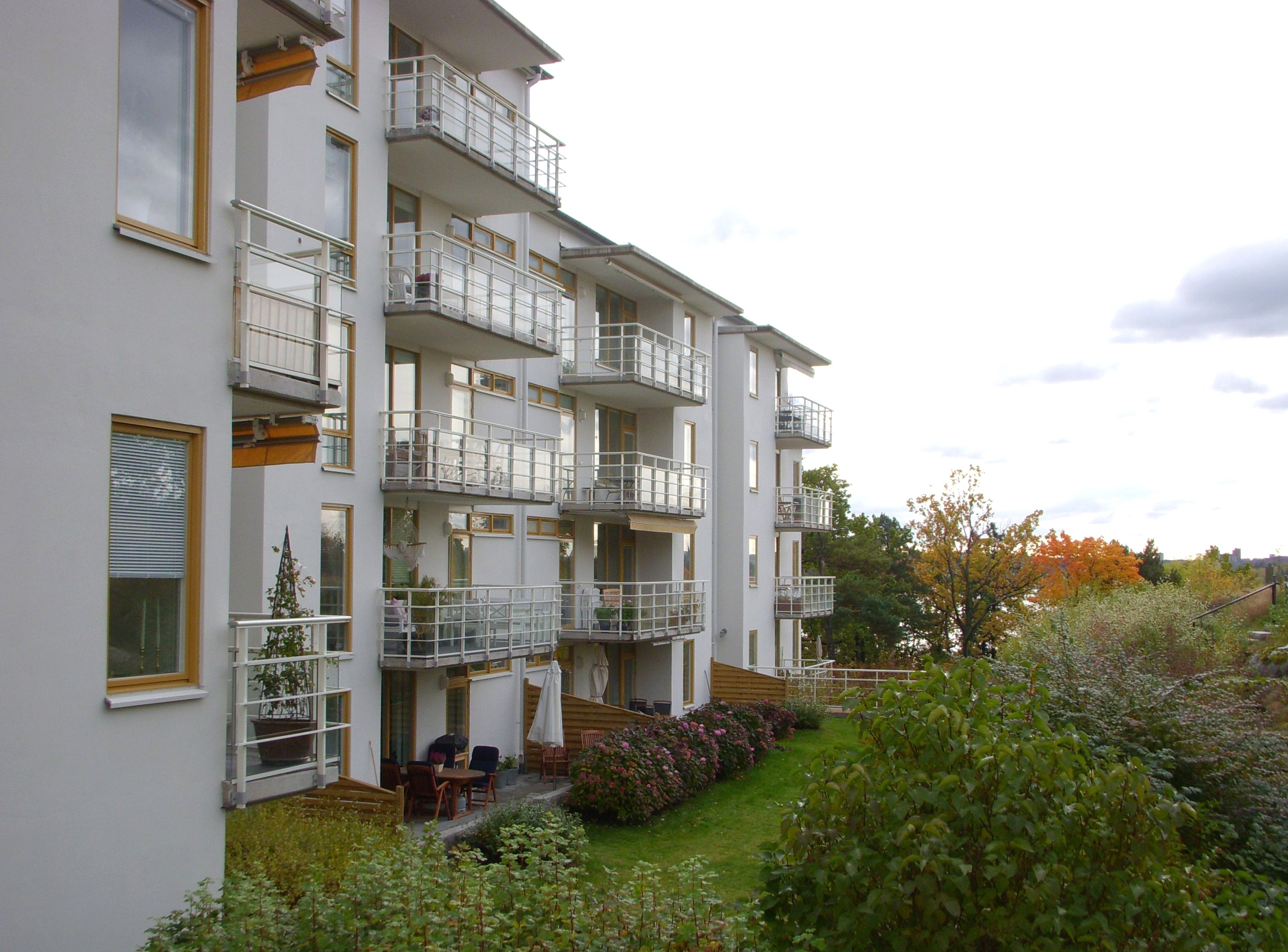
En av de två flygelbyggnaderna söder om "AGA"-huset i Bergsätra bostadsområde.

Bergsätra är ett område förlagt på ett berg i stadsdelen Skärsätra på södra Lidingö. Bebyggelsen bestod under många år bara av en lång huskropp, uppförd 1914 som arbetarbostäder åt anställda på AGA. Idag är den ursprungliga anläggningen klassad som ett statligt byggnadsminne. Huset från 1914 totalrenoverades av John Mattson under 2001 då man ändrade planlösningen för många av lägenheterna som sen såldes som bostadsrätter.

## Historia
På en bergsrygg norr om industriområdet uppfördes 1914 bostadslängan "Bergsätra" med förtur till anställda på AGA. Byggherre var AGA inom det egna fastighetsbolaget Fastighets AB Bergsätra, grundat 1913 med verksamheten att bygga och hyra ut bostäder till AGA-anställda. Den grundläggande avsikten med fastigheten var att kunna erbjuda anställda en möjlighet att bosätta sig på Lidingö till en rimlig kostnad, på gång eller cykelavstånd från arbetet. Genom att flertalet anställda på AGA i början av 1900-talet var bosatta på Södermalm, där man hade haft sin verksamhet fram till 1912, blev resvägen ut till Lidingö mycket lång och tidsödande. Man framförde t.o.m. krav på kortare arbetstid genom de tidsödande resorna med avsaknad av spårvagn. Anställda som bodde i Stockholm var i praktiken hänvisade till de ångbåtar som trafikerade sträckan Slussen-Nybroviken ut till Lidingö till bryggan nedanför AGA. Det skulle dröja till 1919 innan Lidingöbanans södra linje nr 21 byggdes mellan Herserud och Gåshaga med en station vid AGA och fram till 1925 innan den ålderdomliga flottbron byttes ut mot (gamla) Lidingöbron som försågs med spårvagnsspår då Lidingöbanan kunde kopplas ihop med Stockholms spårvagnsförbindelser. Två år tidigare hade arkitekt Erik Hahr fått uppdraget att rita Dalénfamiljens Villa Ekbacken i närheten.
Erik Hahr gestaltade bostadsbyggnaden i samma tunga stenarkitektur som Daléns villa. Bergsätra är uppfört i tegel som är slammat med ett tunt putslager i gulvit kulör.  Taket är täckt med tvåkupigt taktegel. Fönster och dörromfattningar är vita och entréernas skärmtak är försedda med rödmålad plåt. I trapphusen har trappor, ledstänger, väggar och dörrar den ursprungliga färgsättningen i behåll. Mitt igenom byggnaden går en stjärnvälvd passage utförd i obehandlat tegel. 
Bostäderna i Bergsätra var ett uttryck för ett nytt socialt tänkande som Dalén engagerade sig i. Han ville skapa en god miljö med ljus och luft och moderna bostäder. Lägenheterna utrustades redan från början med elektricitet och vattentoalett, ett gemensamt bad fanns i källarvåningen.  Byggnaden innehöll 85 lägenheter med huvudsakligen ett rum och kök. I bottenvåningen inrymdes en av Lidingös första konsumbutiker samt biograf och läsrum.
Huskroppens totala längd uppgår till cirka 135 m. Mitt på huset gjorde man en genomgång i form av en tunnel mellan norra och södra sidan av huset.

### Bildgalleri, "AGA-huset" i Bergsätra bostadsområde

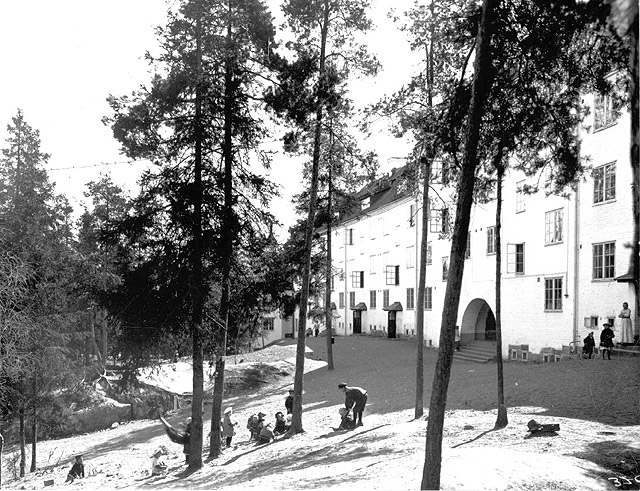
AGA-husets nordsida på en bild från 1914.
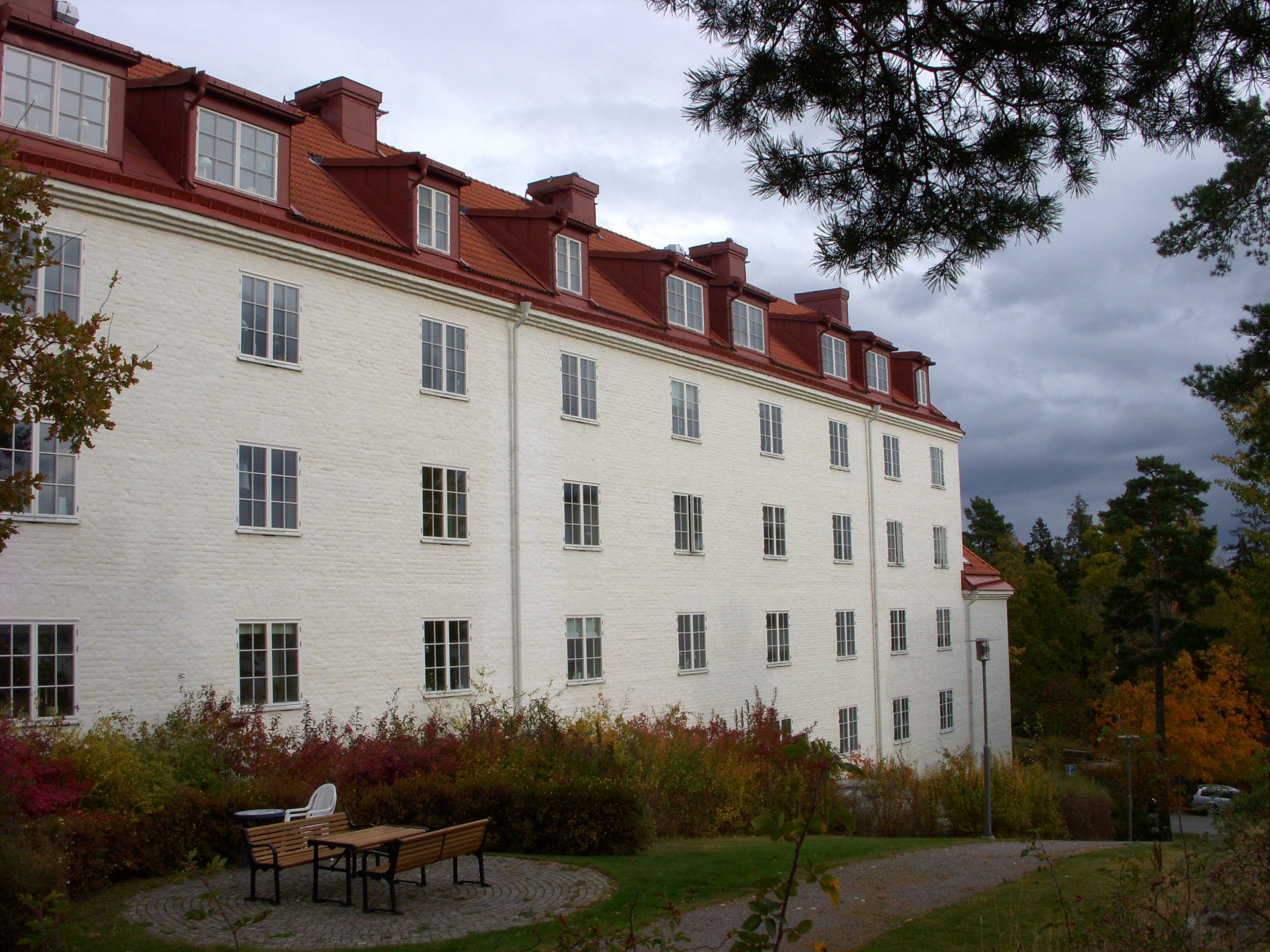
Södersida av husets östra del.
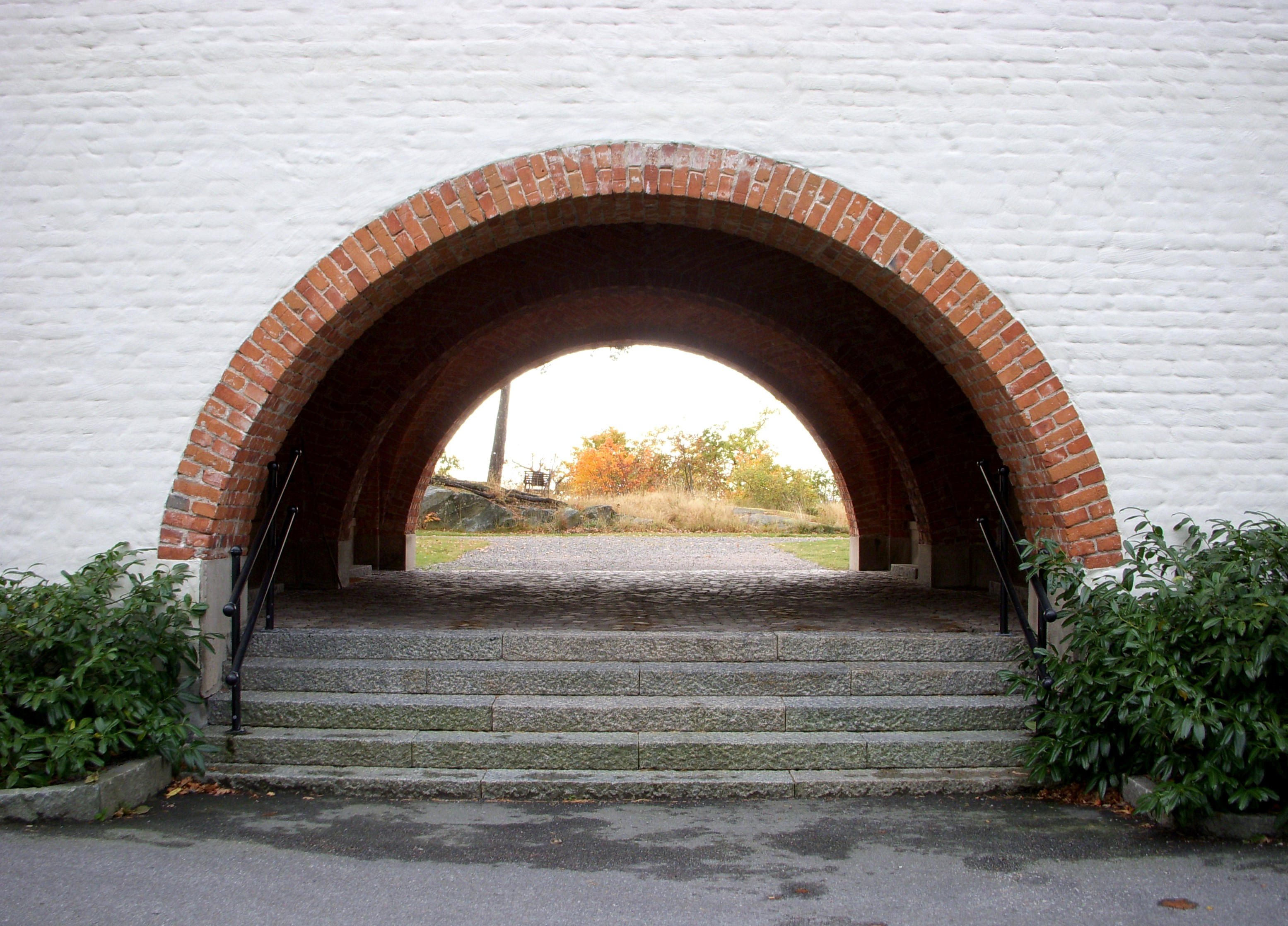
Genomgångstunnel mitt på huskroppen mellan husets nord- och sydsida.
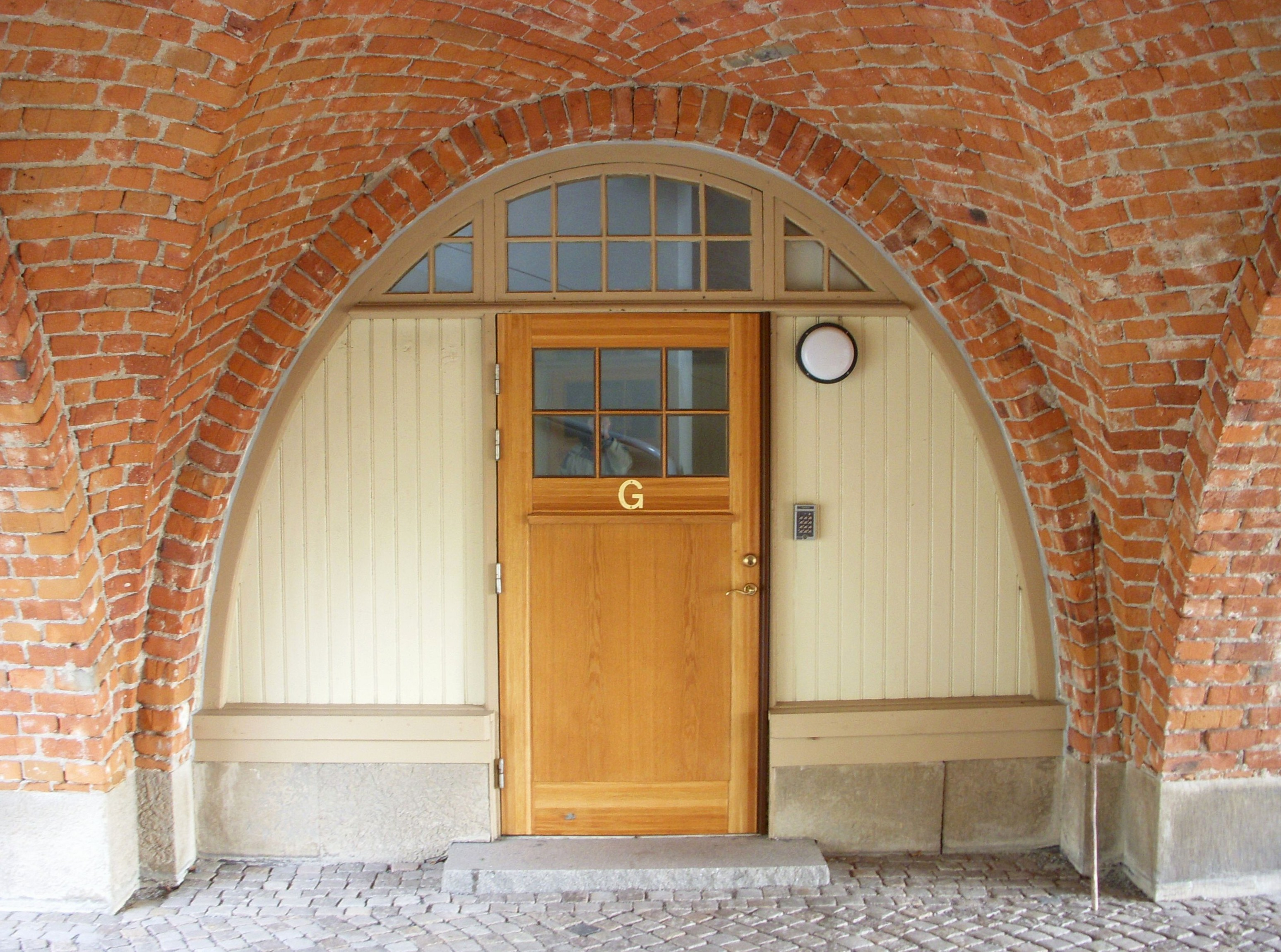
Sidoentré i genomgångstunneln i huset.
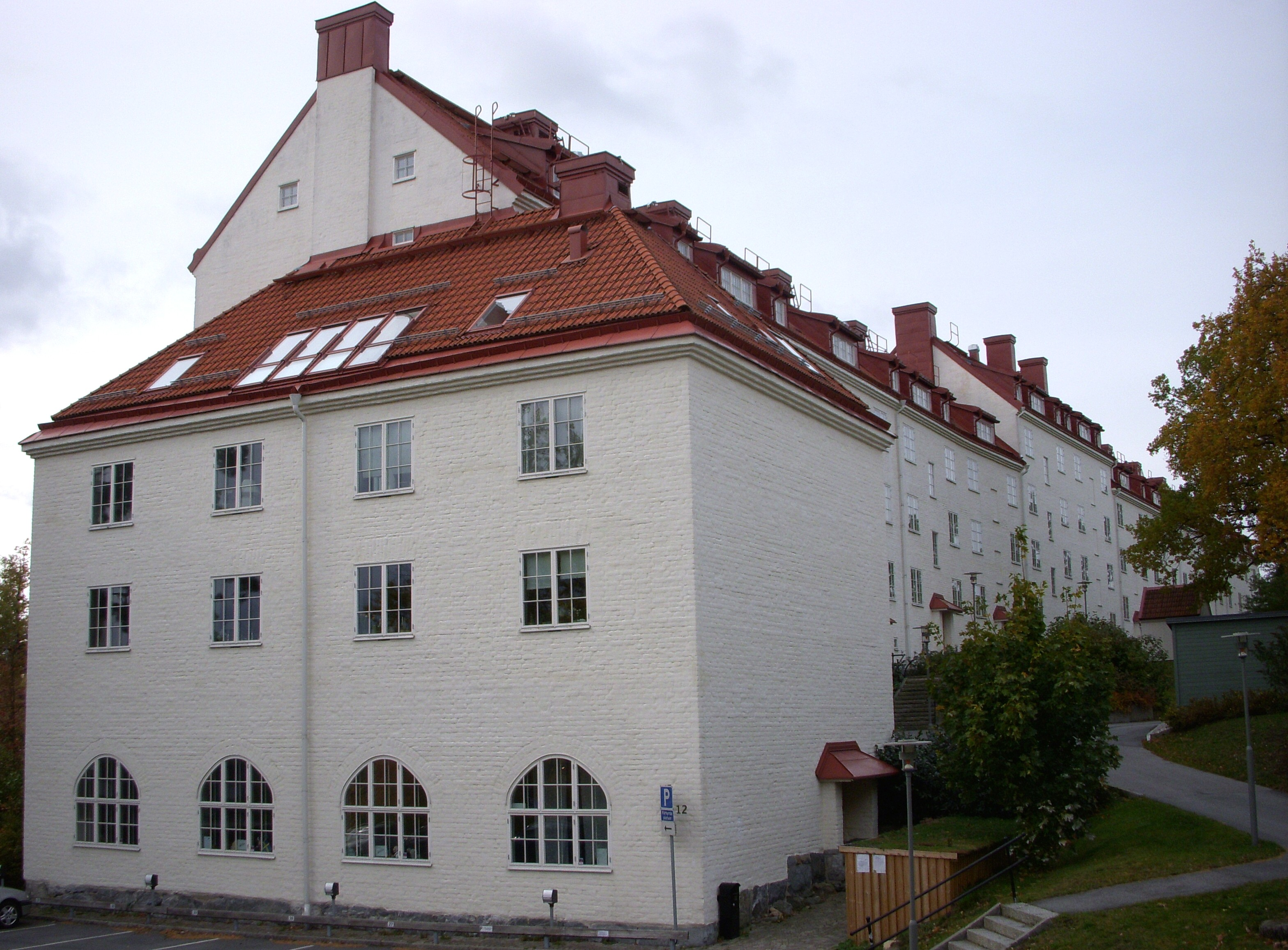
Den östra husgaveln.
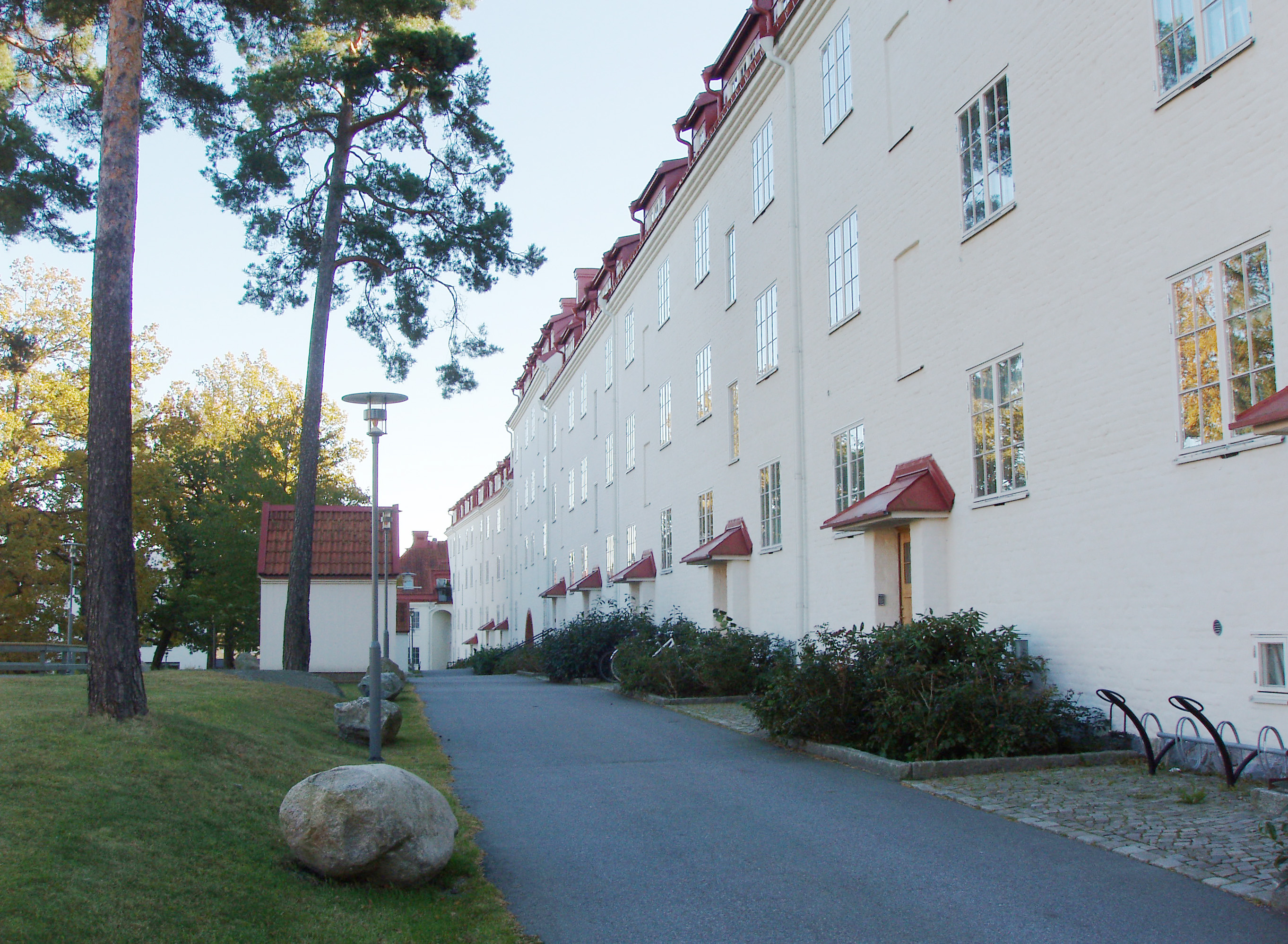
Husets norrsida med entréportar till respektive trappuppgång.
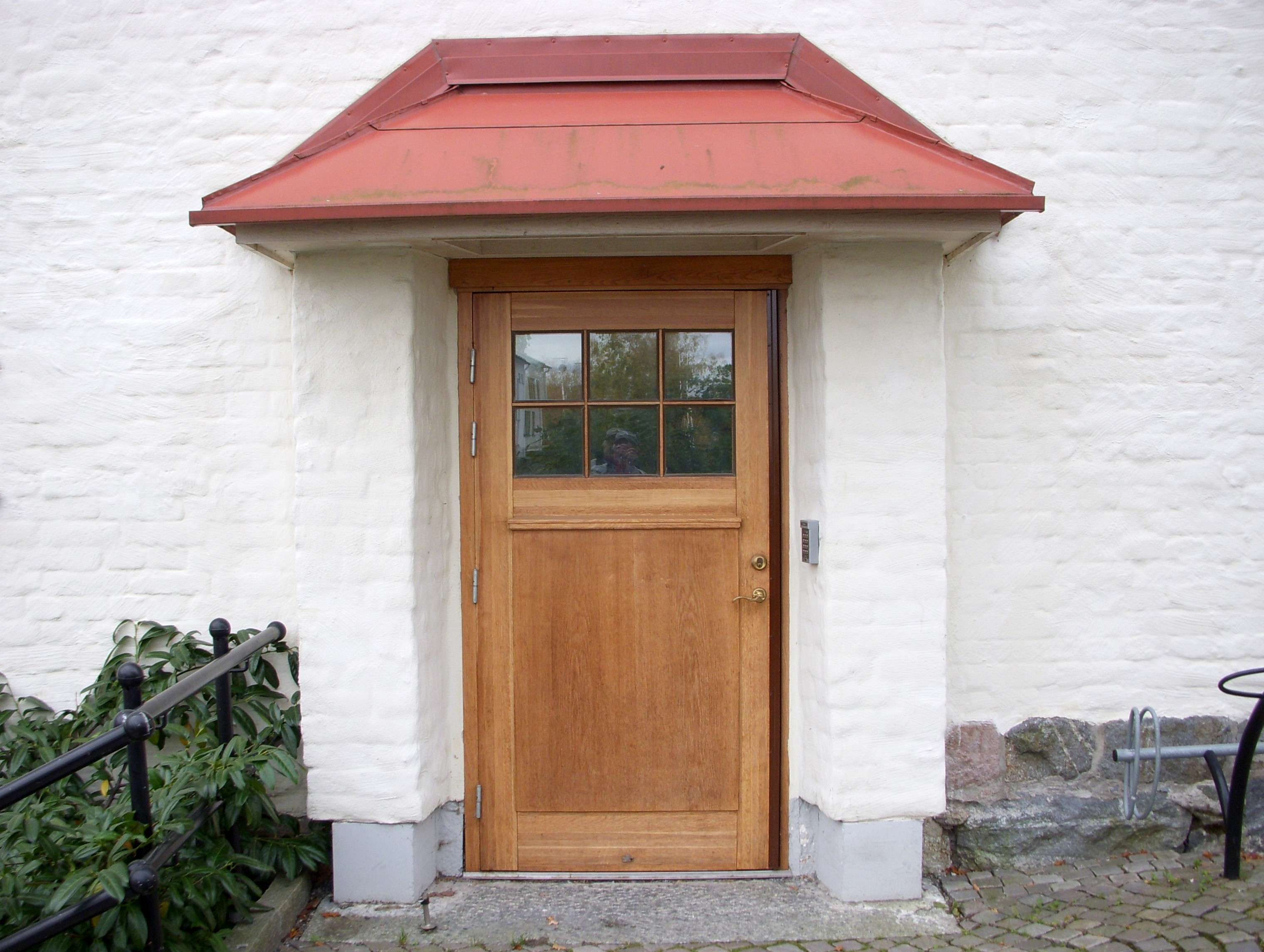
Entréport till ett av trapphusen.
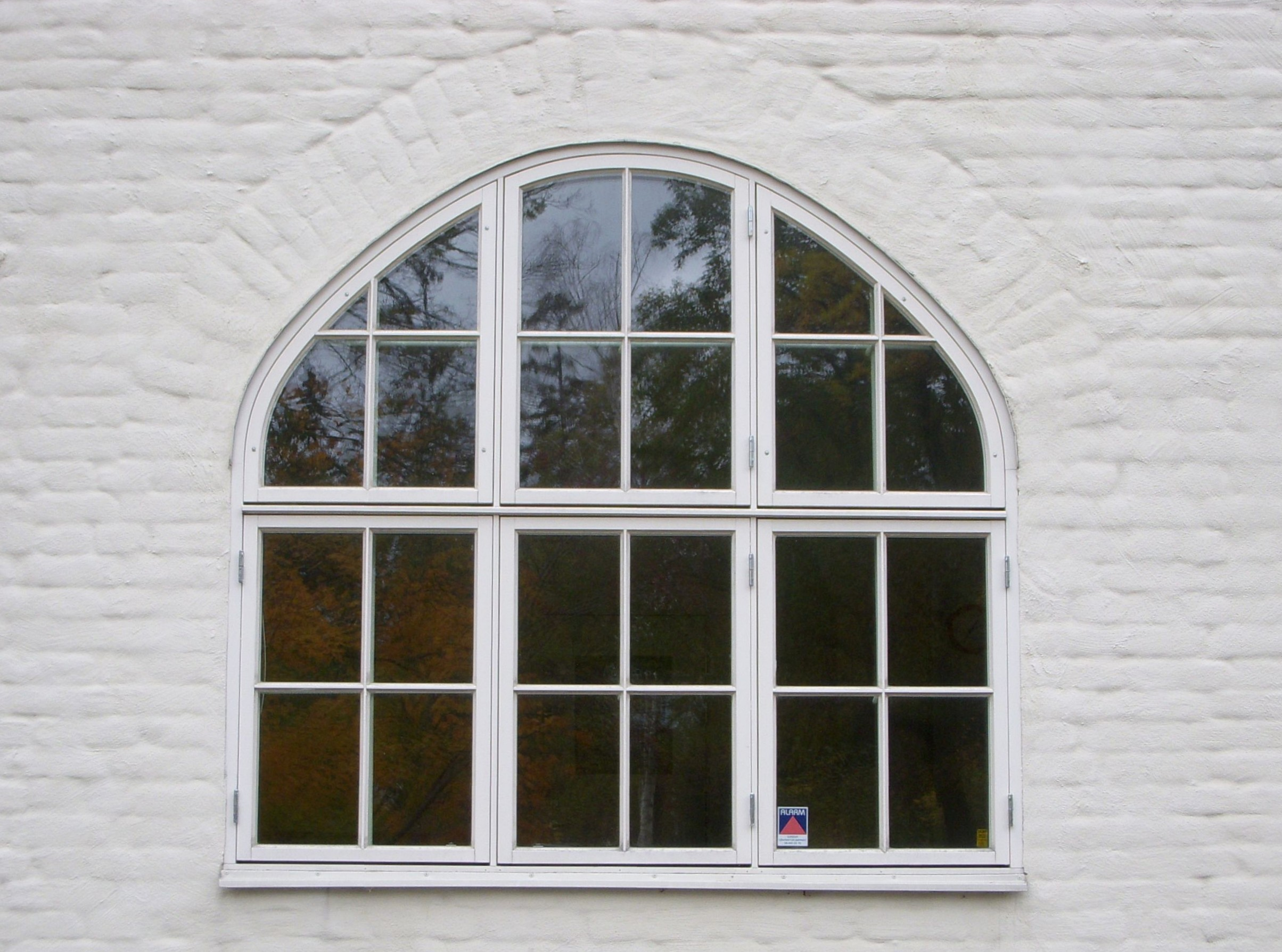
Fönsterparti på husets östra gavel.

## Området idag
Området inköptes av byggföretaget John Mattson på tidigt 2000-tal. Det stora huset från AGA:s tid byggdes om 2001 till bostadsrättslägenheter med bibehållande av exteriören. I samband med ombyggnaden byggde man också till två nya separata hus i form av flyglar till huvudbyggnaden med utsträckning mot söder. Två separata hus norr om huvudbyggnaden tillkom på mitten av 2000-talet och ett stort parkeringsgarage för boende i området. Från höjden är det en vidsträckt utsikt över Lilla Värtan mot Stockholm.

### Fotnoter
1. ↑  RAÄ, bebyggelseregistret, Bergshamra.

### Webbkällor
- Stockholms Länsmuseum angående "Bergsätra"[död länk]